# Der Klang der Stimme
Der Klang der Stimme ist ein Dokumentarfilm von Bernard Weber. Der Film zeigt vier Menschen auf der Suche nach der Magie und der transzendierenden Kraft der menschlichen Stimme. Er wurde 2018 mit dem Publikumspreis der Solothurner Filmtage ausgezeichnet.

## Inhalt
Der Film erzählt von vier Menschen – darunter die Sopranistin Regula Mühlemann, die Jodlerin Nadja Räss und der Stimmkünstler Andreas Schaerer –, die versuchen, die klanglichen Grenzen der menschlichen Stimme neu auszuloten. Nebst den Sängern sucht der Stimmforscher Matthias Echternach nach dem physiologischen Geheimnis der Stimme und die Stimmtherapeutin Miriam Helle begleitet Menschen auf dem Weg zu ihrem eigenen Klang.

## Rezeption
- Die Süddeutsche Zeitung sprach anlässlich des Fünf Seen Festivals von der „Qualität des herrlich fotografierten, gut getakteten und immer wieder überraschenden Films…“
- Die Neue Zürcher Zeitung vergab vier von fünf Sternen und kam zum Fazit: „Weber verzahnt die Perspektivwechsel zu einer faszinierenden, stimmig inszenierten Annäherung an unser ältestes Instrument und Ausdrucksmittel.“

## Auszeichnungen
- Publikumspreis der Solothurner Filmtage 2018
- Nomination Deutscher Dokumentarfilmpreis 2018 SWR, Kategorie: bester Musikfilm
- Mencion Especial am Internationalen Dokumentarfilmfestival von Buenos Aires FIDBA 2018